# Daniela Goggi (directora)
Daniela Goggi (Buenos Aires, 1976) és directora i guionista argentina.

## Biografia
Goggi va estudiar en la Universitat del Cinema, on es va graduar com a professora de cinema. Ha dirigit diversos curtmetratges al llarg de la seva carrera, ha treballat com a ajudant de producció en diverses pel·lícules i col·labora en la revista de crítica cinematogràfica KM 111. Goggi també imparteix classes en la Universitat del Cinema i en altres institucions.
El seu debut al cinema va arribar amb Días de mucho, vísperas de nada (2007), una pel·lícula que des del seu argument, una dona que espera una biòpsia d'úter, fins a la formació de l'equip posa l'accent en el món femení. El guió va obtenir l'Esment Especial del Jurat per a un primer o segon llargmetratge del INCAA.
El seu cuart llargmetratge El rapto (2023) es va estrenar en festivals de primer nivell com el Festival de Venècia i Festival de Toronto, sent la primera vegada que una pel·lícula de la directora és triada per a competir en certàmens de classe A. També va guanyar el Premi Sur al millor guió adaptat

## Filmografia

### Cinema
- Días de mucho, vísperas de nada (2007)
- Abzurdah (2015)
- El hilo rojo (2016)
- El rapto (2023)

### Sèries
- Mi señora es una espía (2007)
- Entre horas (2012)
- María Marta, el crimen del country (2022)